# 나나에역
나나에역(일본어: 七飯駅 나나에에키[*])은 일본 홋카이도 가메다 군 나나에정에 있는 홋카이도 여객철도 하코다테 본선의 철도역이다.

## 역 구조
2면 3선의 상대식 승강장이 있는 지상역이다. 역무원과 역장이 배치된 유인역으로, 야간에는 역무원 부재역이 된다. 겨울 기간에는 역무원이 당직 근무를 하지만, 영업 시간이 지나면 개찰 업무 등은 하지 않는다. 야간 연락처는 고료카쿠 역. 창구는 7시부터 19시까지 운영되며, 자동 발권기 등이 설치되어 있다.

### 승강장
| 1 | ■ 하코다테 본선 | 고료카쿠 · 하코다테 방면      |
| 2 | ■ 하코다테 본선 | (시종착 열차 및 대피 열차)    |
| 3 | ■ 하코다테 본선 | 오누마 · 모리 · 오샤만베 방면 |

## 역 주변
- 나나에 정사무소
- 하코다테 중앙경찰서 나나에 파출소
- 나나에 우편국
- 나나에 정 역사관
- 홋카이도 나나에 고등학교

## 역사
- 1902년 12월 10일 - 홋카이도 철도의 일반역으로 개업.
- 1907년 7월 1일 - 홋카이도 철도 국유화.
- 1981년 5월 28일 - 화물 취급 폐지.
- 1985년 3월 14일 - 수하물 취급 폐지.
- 1987년 4월 1일 - 일본국유철도 분할 민영화로 홋카이도 여객철도가 계승.
- 2007년 10월 - 역 번호 부여. H71.

## 인접한 역
| 홋카이도 여객철도 ■ 하코다테 본선  | 홋카이도 여객철도 ■ 하코다테 본선      | 홋카이도 여객철도 ■ 하코다테 본선 |
| ---------------------------------- | -------------------------------------- | --------------------------------- |
| H70 신하코다테호쿠토 오샤만베 방면 | 보통 (일반열차 "하코다테 라이너" 포함) | H72 오나카야마 하코다테 방면      |